# Сергий (Абад)
Митрополи́т Се́ргий (в миру Антун Аба́д, фр. Antoun Abad, 4 ноября 1930, Антиохия) — епископ Антиохийской православной церкви, митрополит Сантьягский и всего Чили. Участник экуменического движения.

## Биография
По получении среднего образования, обучался в Баламандской духовной семинарии. Затем поступил в Халкинскую богословскую школу, которую окончил в июле 1956 года со степенью лиценциата богословия.
В том же году рукоположен в сан диакона митрополитом Алеппским Илией (Муаввадом).
10 октября 1957 года митрополитом Триполийским Феодосием (Абурджели) был рукоположен во пресвитера с возведением в сан архимандрита.
В 1956—1961 годах служил ректором Баламандской духовной семинарии. В 1961—1962 годы преподавал в Аль-Асиейской школе.
В 1962—1967 годы окормлял православных верующих в Дамаске и в Кувейте.
С 1968 по 1975 год — архиерейский эпитроп в Бразилии.
В 1975—1988 годах служил эпитропом Мексиканской и Каракасско-Венисуэльской епархии в Венесуэле. Здесь он занимался обширной пастырской работой, сумел организовать несколько новых приходов.
4 декабря 1988 года был хиротонисан во епископа Саламийского (Иринопольского), патриаршего экзарха в Чили с местопребыванием в Сантьяго. Хиротонию совершили прибывший в Чили епископы Антиохийского Патриархата: митрополит Захлейский Спиридон (Хури), митрополит Аргнтинский Кирилл (Думатт), епископ Апамейский Илия (Нажим).
8 октября 1996 года решением Священного Синода Антиохийской православной церкви была образована самостоятельная Сантьягская митрополия, правящим архиереем которой был назначен епископ Сергий с возведением в сан митрополита.
6 июля 2010 года чилийские сенаторы Франциско Чахуан Чахуан и Еугенио Тума Зедан внесли в парламент законопроект о предоставлении митрополиту Сергию чилийского гражданства, где в том числе отмечалось:

Более двадцати лет в нашей стране, монсеньор Сергий Абад, выделялась своими достижениями в части приверженности попечению своей паствы, состоящей, в основном, из граждан арабского и греческого происхождения, которых он евангелизировал с большим энтузиазмом, пылом и апостольской преданностью, передавая также культуру, традиции и историю своих предков, а также подчёркивая сильную защиту экуменизма, то, что снискало уважение и любовь иерархов всех конфессий страны, а также признание политиков.
Мы считаем, что данный ценный вклад в области духовности и развития экуменизма в нашей стране, требуют предоставить гражданство Чили по особой милости.
Оригинальный текст (исп.)En los más de veinte años que lleva en nuestro país, Monseñor Sergio Abad, ha sobresalido por su entrega plena al ejercicio pastoral de su grey, compuesta mayoritariamente por ciudadanos de ascendencia árabe y griega, a quienes ha evangelizado con gran entusiasmo, fervor y dedicación apostólica, transmitiéndoles asimismo la cultura, tradiciones e historia de sus antepasados, destacando asimismo por su férrea defensa del ecumenismo, lo que ha valido el respeto y afecto de los dignatarios de todos los credos del país, como asimismo el reconocimiento de las diversas autoridades políticas.

Creemos que este valioso aporte en el ámbito espiritual y desarrollo del ecumenismo en nuestro país, amerita que se le conceda la nacionalidad chilena por especial gracia.

В итоге 18 января 2011 года решение о присвоении митрополиту Сергию чилийского гражданства было подписано президентом страны.